# Teichfledermausgewässer (Landschaftsschutzgebiet)
Die Teichfledermausgewässer sind ein Landschaftsschutzgebiet in den Städten Jever und Varel und den Gemeinden Sande, Zetel, Bockhorn, Schortens und Wangerland im Landkreis Friesland sowie in der Stadt Wittmund und der Gemeinde Friedeburg im Landkreis Wittmund.

## Allgemeines
Das Gebiet mit dem Kennzeichen LSG FRI 128 ist circa 726 Hektar groß. Etwa 271 Hektar des Landschaftsschutzgebietes umfassen Bestandteile des 308,74 Hektar großen FFH-Gebietes „Teichfledermaus-Habitate im Raum Wilhelmshaven“. Ein kleiner Teil des Landschaftsschutzgebietes überlagert sich auch mit dem EU-Vogelschutzgebiet „Marschen am Jadebusen“. Das Landschaftsschutzgebiet grenzt südwestlich von Sande an das Naturschutzgebiet „Sandentnahmestelle Neustadtgödens“ und südwestlich von Schortens an das Naturschutzgebiet „Upjever und Sumpfmoor Dose“ sowie zwischen Sande und Varel an die Landschaftsschutzgebiete „Marschen am Jadebusen - West“ und „Dangast“. Das Gebiet wurde zum 1. Februar 2019 als Landschaftsschutzgebiet ausgewiesen. Teile der Landschaftsschutzgebiete „Schwarzes Brack“ (LSG FRI 37), „Dangast“ (LSG FRI 110), „Marschen am Jadebusen – West“ (LSG FRI 126) und „Feldhausen-Barkel“ (LSG FRI 127) im Landkreis Friesland gingen im neu ausgewiesenen Landschaftsschutzgebiet auf. Zuständige untere Naturschutzbehörden sind die Landkreise Friesland und Wittmund.

## Struktur
Das Landschaftsschutzgebiet liegt westlich bis südlich von Wilhelmshaven. Es umfasst fünf als Komplex A bis Komplex E bezeichnete Bereiche, von denen Komplex D und Komplex E miteinander verbunden sind.
- Komplex A umfasst den größten Teil des Emder Tiefs, den größten Teil des Wieseder Tiefs, das Reepsholter Tief, den größten Teil des Friedeburger Tiefs mit einigen naturnahen Altarmen, einen Abschnitt des Neustädter Tiefs und das Ellenserdammer Tief mit dem Dangaster Tief sowie das Schwarze Brack mit angrenzenden Bereichen und weitere Flächen an Ellenserdammer und Dangaster Tief mit durch ehemaligen Kleiabbau entstandenen Baggerseen und Grünländern.
- Komplex B umfasst das Upjeversche Tief und die Maade im Landkreis Friesland.
- Komplex C umfasst einen Teil der durch Sandabbau entstandenen Grafschafter Teiche. Sie sind von Gehölzen und Wäldern umgeben.
- Komplex D umfasst einen Abschnitt des Mühlentiefs sowie des Tettenser Tiefs vom Crildumer Tief bis zum Mühlentief und umfasst ferner Teile der Marsch an der Schenumer Leide und an der Kreisgrenze zum Landkreis Wittmund.
- Komplex E umfasst das Norder Tief im Landkreis Wittmund, die Poggenkruger Leide, das Dykschloot und die Harle bis unterhalb Neufunnixsiel sowie Teile der Marsch insbesondere an Nöttenser Leide sowie Hundshammleide und Toquarder Leide.

Entlang der Gewässer sind jeweils die Uferzonen mit in das Landschaftsschutzgebiet einbezogen. Hier sind vielfach Schilf- und Uferstaudenfluren zu finden. Stellenweise werden die Gewässer von Gehölzgruppen oder einzelnen Gehölzen begleitet.

## Beheimatete Arten
Das Landschaftsschutzgebiet ist Jagdhabitat für Fledermäuse, darunter Teichfledermaus, Wasserfledermaus, Fransenfledermaus, Großer Abendsegler, Braunes Langohr, Breitflügelfledermaus und Rauhautfledermaus. Die Fließgewässer sind Lebensraum für Fische wie Bitterling, Europäischer Schlammpeitzger, Neunstachliger Stichling und Aal, Amphibien, Libellen wie Grüne Mosaikjungfer und Federlibellen sowie Muscheln, darunter die Teichmuschelarten Gemeine und Große Teichmuschel. Das Gebiet ist weiterhin Lebensraum für verschiedene Vögel, darunter Eisvogel, Blaukehlchen, Rohrschwirl und Schilfrohrsänger. Die Gewässer beherbergen verschiedene Wasserpflanzen, darunter Bestände der Krebsschere.
Die Grafschafter Teiche sind Lebensraum unter anderem für Haubentaucher, Wasserralle, Eisvogel und Schilfrohrsänger sowie Nahrungs- und Rasthabitat unter anderem für Reiherente, Bekassine, Flussuferläufer, Singschwan, Graugans und Schnatterente. Die Teiche beherbergen verschiedene Amphibien wie Grasfrosch, Seefrosch, Erdkröte und Teichmolch und sind Lebensraum für Libellen wie den Frühen Schilfjäger und das Große Granatauge.